# Liste von Zeitungen in Pommern
Diese Liste enthält ehemalige und bestehende Zeitungen in Pommern. Sie ist nicht vollständig.

## Geschichte
Seit dem 16. Jahrhundert wurden an der Greifswalder Universität die ersten Almanache und weitere Periodika herausgegeben. Von 1630 bis 1637 erschien der Bericht durch Pommern als erste Zeitung über Pommern.
Seit dem 18. Jahrhundert folgten weitere  mit aktuellen politischen Informationen.
Seit etwa 1820 erschienen in jeder pommerschen Stadt eine oder mehrere aktuelle Zeitungen mindestens einmal wöchentlich, oft täglich.
Ab 1945 gab es im deutsch gebliebenen Teil Vorpommerns keine Tageszeitungen mehr. Es erschienen einige wöchentliche oder monatliche Publikationen für einzelne Regionen durch Parteien,  gesellschaftliche Organisationen, LPGs, die Universität Greifswald und Kirchengemeinden.
1989/1990 entstanden einige neue Zeitungen, von denen die meisten aber nach kurzer Zeit wieder eingestellt wurden.
Seitdem gibt es wöchentlich oder monatlich erscheinende Zeitungen und Zeitschriften in Vorpommern, darunter regionale kostenlose Anzeigenzeitungen.
Die Tageszeitungen  Ostsee-Zeitung aus Rostock und der Nordkurier aus Neubrandenburg enthalten regionale Beilagen für einzelne Kreise Vorpommerns.

## Ehemalige politische Tages- und Wochenzeitungen
Zeitungen, die mindestens einmal wöchentlich erschienen, und vor allem über politische und gesellschaftliche Ereignisse, sowie amtliche Bekanntmachungen berichteten, sortiert nach Herausgabeorten

### Vorpommern
Demmin
- Demminer Tageblatt

Greifswald

Ostsee-Zeitung, Stettin, 1908

- Greifswalder Tageblatt für Vorpommern
- Greifswalder Zeitung, 1862–1945
- Greifswalder Zeitung, 1990–1993, Tageszeitung

Stettin
- Bericht durch Pommern, 1630–1637, Danzig oder Stettin, älteste Zeitung über Pommern
- Europaeische Zeitung, 1655–1689
- Stettiner Zeitung, 1755–1910
- Ostsee-Zeitung, 1835–1945
- General-Anzeiger für Stettin und die Provinz Pommern, 1848–1945, 1908 52.000 Exemplare, auflagenstärkste Zeitung in Pommern
- Neue Stettiner Zeitung, 1859–1905
- Stettiner Tageblatt, um 1877–1910
- Stettiner Volksbote, 1885–1935, sozialdemokratische Tageszeitung
- Stettiner Neueste Nachrichten, 1894–1917
- Stettiner Abendpost, 1902–1934
- Deutsche Zeitung, 20. Mai bis 10. Juni 1945 durch die Rote Armee

Stralsund
- Stralsunder Anzeiger
- Stralsunder Tageblatt
- Stralsundische Zeitung, 1760–1934, am längsten bestehende Zeitung in Vorpommern

### Hinterpommern
Bublitz
- Kreisblatt für den Kreis Bublitz

Bütow
- Bütower Anzeiger

Kolberg
- Kolberger Zeitung, 1825–1945

Köslin
- Kösliner Zeitung, 1825–1945
- Pommersche Tagespost, 1911–1935

Labes
- Kreiszeitung

Lauenburg
- Kreis- und Lokalblatt

Neustettin
- Norddeutsche Presse
- Neustettiner Kreisblatt

Rummelsburg
- Rummelsburger Kreisblatt

Stargard
- Stargarder Zeitung
- Neues Pommersches Tageblatt

Stolp
- Zeitung für Hinterpommern, 1908 15.000 Exemplare, auflagenstärkste Zeitung in Hinterpommern

Swinemünde
- Swinemünder Zeitung
- Amtliches Kreisblatt für den Kreis Usedom-Wollin
- Swinemünder Tageblatt, freie Tageszeitung für den Kreis Usedom-Wollin, 1915–1921
- Swinemünder Volkswacht, Tageszeitung für die werktätige Bevölkerung im Kreise Usedom-Wollin und Umgebung, ab 1921
- Swinemünder Bade-Anzeiger, Zeitung für den Bade- und Fremdenverkehr im See- und Solbad Swinemünde, Fritzsche 1910–1932

## Weitere ehemalige  Zeitungen und Zeitschriften
- Agathon, 1917

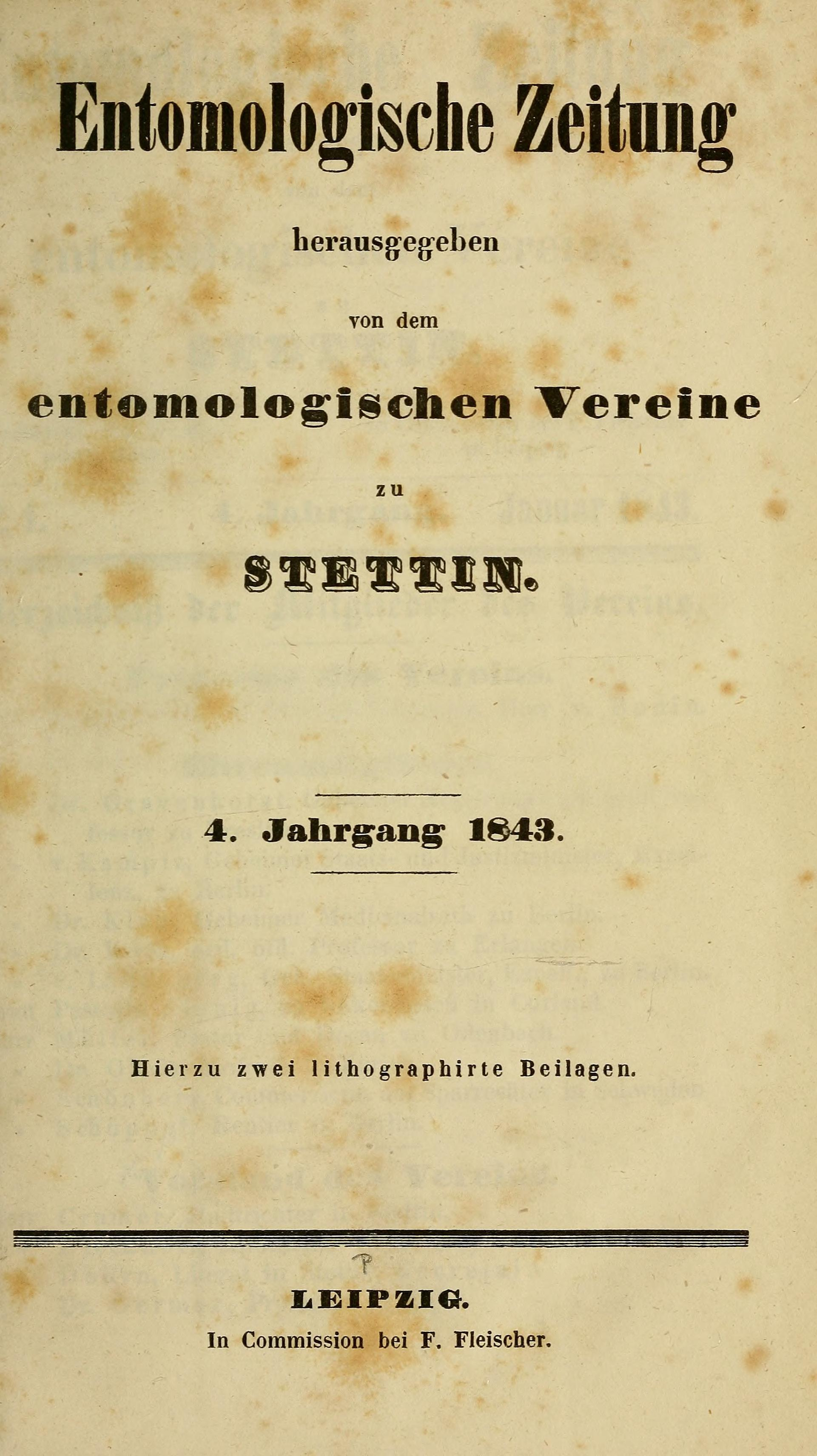
Stettiner Entomologische Zeitung, 1843

- Baltische Studien, 1832–1944, Stettin, danach in Westdeutschland, wichtigste Geschichtszeitschrift für Pommern
- Greifswaldisches Wochen-Blatt, 1743, Beiträge zu Geschichte, Kultur, Theologie, Juridprudenz, und mehr
- Linnaea entomologica, 1846–1866, Stettin, entomologische Fachzeitschrift (Insektenkunde)
- Monatsblätter der Gesellschaft für pommersche Geschichte und Altertumskunde, 1887–1942

- Neue Pommersche Provinzialblätter, 1827–1829, Geschichte
- Norddeutsche Radsport-Zeitung, 1900–1901, Wollin
- Norddeutscher Beobachter, um 1923–1944, Greifswald, NS-Organ für Pommern
- Stettiner Entomologische Zeitung, 1840–1944